# Samuel Duran
Samuel Duran (Bukidnon, 1º settembre 1968) è un ex pugile filippino.

## Carriera
Duran debuttò come professionista nel 1990, uscendo trionfante per KO alla 5ª ripresa da un match contro il thailandese Saming Kiatpech. Dopo aver perso i successivi tre incontri, iniziò una serie di vittorie consecutive, compresa una vittoria contro il giovane Gerry Peñalosa (19-0-1).